# Bring on the Lucie (Freda Peeple)
«Bring on the Lucie (Freda Peeple)» es una canción protesta escrita e interpretada por John Lennon de su álbum de 1973 Mind Games.

## Antecedentes
La canción data de finales de 1971, comenzando como poco más que un estribillo, después de que Lennon adquiriera una guitarra National. Después de trabajar en la letra, la canción pasó de ser un simple eslogan político a una declaración en toda regla que hace alusión a sus trabajos anteriores, como «Imagine» y «Power to the People».

## Recepción
El crítico de Classic Rock Rob Hughes calificó a «Bring on the Lucie (Freda Peeple)» como la séptima mejor canción política de Lennon, elogiando la interpretación vocal de Lennon y el ritmo de guitarra de David Spinozza, diciendo que «este discurso anti-Vietnam también actúa como una refutación mordaz de la política egoísta». El crítico de Ultimate Classic Rock, Nick DeRiso, la calificó como la séptima mejor canción política en solitario de Lennon, elogiando la guitarra slide de Spinozza y diciendo que la canción «destripa a los políticos mentirosos mientras hace un llamado apasionado (¡detengan las matanzas!) para el fin del actual conflicto de Vietnam».

## En los medios
Dos versiones de la canción, ambas interpretadas por Lennon, aparecen en la película de 2006, Children of Men. La versión estándar de la canción (lanzada originalmente en el álbum Mind Games) se escucha durante el transcurso de la película, y una versión alternativa de la canción, lanzada originalmente en la caja recopilatoria John Lennon Anthology de 1998, aparece en los créditos finales. La versión de la canción de John Lennon Anthology también aparece en la banda sonora de la película junto con una versión de Junior Parker de «Tomorrow Never Knows», una canción que Lennon escribió para el álbum Revolver de The Beatles.
La canción se reproduce durante los créditos finales del documental de HBO de Judd Apatow de 2022,  George Carlin's American Dream.

## Personal
Según el folleto del álbum Mind Games:
- John Lennon – voz, guitarra acústica, guitarra eléctrica, maracas, pandereta
- Pete Kleinow – guitarra de acero con pedal
- Ken Ascher – piano, piano eléctrico
- Gordon Edwards – bajo
- Jim Keltner – batería, cencerro
- Rick Marotta – bongós
- Something Different (Christine Wiltshire, Jocelyn Brown, Kathy Mull, Angel Coakley) – coros

## Versiones
Richard Ashcroft lanzó una versión de la canción el 19 de febrero de 2021.